# 松平親長 (松平郷松平家)
松平 親長（まつだいら ちかなが、生年不詳-永禄7年7月2日（1564年8月8日））は、室町時代後期から戦国時代の武将。通称隼人佐、太郎左衛門。

## 略歴
松平広忠・徳川家康に歴仕し、所々の戦に従軍した。弘治元年（1555年）、尾張国蟹江城攻めの際、松平親乗に属して軍功を立てた。
永禄7年7月2日死去。法名道心。墓所は晴暗寺（愛知県豊田市） 。

## 系譜
『寛政重修諸家譜』より
- 父:松平信吉
- 弟:松平重正
- 弟:松平親信
- 妻:松平安房守某娘
  - 長男:松平重長（小牧・長久手の戦いで討死）
  - 二男:松平由重